# Pseudione tuberculata
Pseudione tuberculata là một loài chân đều trong họ Bopyridae. Loài này được Richardson miêu tả khoa học năm 1904.